# Power of the Hunter
Power of the Hunter ist das zweite Studioalbum der New-Wave-of-British-Heavy-Metal-Band Tank. Es wurde Ende 1982 und damit wenige Monate nach dem Debütalbum Filth Hounds of Hades veröffentlicht.
Power of the Hunter verfolgt den Stil des Vorgängers, ist aber teilweise zurückhaltender. Weder das Album noch die ausgekoppelte Single waren sonderlich erfolgreich.

## Entstehung
Das Album wurde im Juni und Juli 1982 in den Surrey Sound Studios aufgenommen. Produzent und Toningenieur war Nigel Gray, assistierender Toningenieur Jim Ebdon. Power of the Hunter erschien Ende 1982, als die Band im Vorprogramm von Diamond Head auf Großbritannien-Tournee war.

## Titelliste
1. Walking Barefoot over Glass – 5:31 (Brabbs/Brabbs/Ward)
2. Pure Hatred – 3:51 (Brabbs/Brabbs/Ward)
3. Biting and Scratching – 4:41 (Brabbs/Brabbs/Ward)
4. Some Came Running – 3:03 (Brabbs/Brabbs/Ward)
5. T.A.N.K. – 3:51 (Brabbs/Brabbs/Ward)
6. Used Leather (Hanging Loose) – 4:21 (Brabbs/Brabbs/Ward)
7. Crazy Horses – 2:52 (A. Osmond/W. Osmond/M. Osmond)
8. Set Your Back on Fire – 3:57 (Brabbs/Brabbs/Ward)
9. Red Skull Rock – 4:07 (Brabbs/Brabbs/Ward)
10. Power of the Hunter – 4:10 (Brabbs/Brabbs/Ward)

## Musikstil
Stilistisch ähnelt Power of the Hunter dem Debütalbum Filth Hounds of Hades, wurde aber als zurückhaltend beschrieben. Teilweise nähert die Band sich dem Hard Rock an; entsprechend wurde Set Your Back on Fire mit Kiss und das Solo in Pure Hatred mit dem Stil von Ritchie Blackmore verglichen. Lieder wie Biting and Scratching, Some Came Running und Used Leather (Hanging Loose) erinnern außerdem an den britischen Pub Rock der 1970er-Jahre.

## Kritiken
Power of the Hunter ist laut Manfred Kerschke „[k]eine schlechte Scheibe, doch fehlen die Höhepunkte“. Laut Malc Macmillan ist es dem Debüt sehr ähnlich, aber nicht so intensiv und überwältigend wie dieses. Ein Teil des Materials wirke etwas zu zurückhaltend mit der Gefahr, in mittelmäßiges Hard-Rock-Territorium abzusinken, aber bei Kompositionen wie Walking Barefoot over Glass, T.A.N.K. und dem Cover Crazy Horses habe die Band Höchstform erreicht.
Eduardo Rivadavia von Allmusic bezeichnete das Album als nach dem „zerstörerischen Debüt“ Filth Hounds of Hades „erstaunlich zurückhaltend und zivilisiert klingend“. Allerdings habe die Band mit dem Instrumentalstück T.A.N.K., Red Skull Rock und dem Titellied beinahe ihre frühere Stärke erreicht. Set Your Back on Fire bezeichnete er als „lächerlich betitelt“ und wie eine zweitklassige Version von Kiss klingend; Pure Hatred sei missverständlich betitelt, und Peter Brabbs versuche sich beim Solo an einer Ritchie-Blackmore-Imitation. Mit Liedern wie Biting and Scratching, Some Came Running und Used Leather (Hanging Loose) habe die Band sich über ihre Spät-1970er-Punk-Wurzeln zum Pub Rock zurückentwickelt. Power of the Hunter sei zwar dennoch kein totales Desaster, wurde aber von ihm als „klanglicher Entmannungsprozess“ bezeichnet, weshalb das Album sich halb so gut wie das Debütalbum verkauft habe.